# شهاب‌السادات
محمدصادق شهاب‌السادات افتخاری (زادهٔ ۱۲۵۴ – درگذشتهٔ ۲۹ مهر ۱۳۲۸ ه‍.خ) موسیقی‌دان، خواننده و از آزادی‌خواهانِ مشروطه اهل ایران بود. گوشهٔ شهابی در آواز بیات ترک، به یاد و نام او در ردیف موسیقی ایران به ثبت رسیده‌است.

## زندگی‌نامه
صادق شهاب اصفهانی مشهور به شهاب‌السادات با نام کاملِ سید محمدصادق شهاب‌السادات افتخاری در سال ۱۲۵۴ ه‍. ش در محلهٔ لنبان اصفهان متولد شد. در دوران جوانی به جنبش مشروطه پیوست و به همراه برادر بزرگش «افتخارالسلطنه» در فتح تهران به وسیله قوای بختیاری شرکت کرد. او پس از آن به لقب «شهاب السادات اصفهانی» رسید و در این زمان، تبدیلِ عمارت هشت بهشت به باغ ملی را از صدر اعظم، امین‌السلطان درخواست کرد. شهاب‌السادات نزدیک به هشت سال مسئول حفظ و نگهداری این بنای تاریخی شد و همهٔ مردم می‌توانستند از آن دیدن کنند. او پس از سفرِ احمدشاه قاجار به اروپا، به همراه برادرش و برخی مشروطه‌خواهان، مدتی در فرح‌آباد اصفهان زندانی شد.
سید محمدصادق از جوانی قرآن می‌خواند و صدایی زیبا داشت. به همین خاطر آواز ایرانی را نزد حبیب شاطر حاجی و سیدرحیم اصفهانی فرا گرفت. او هنگام آواز خواندن، در انتهای شعر، به جای استفاده از کلماتِ مرسومی مانند «امان»، «حبیبم»، «دلی دلی» و … سه مرتبه کلمهٔ «وای» را به‌کار می‌بُرد. از او اثر ضبط شده‌ای در دسترس نیست اما موسیقی‌دانانی نظیر جلیل شهناز و حسن کسائی، در سبکِ وی مهارت داشتند.

## گوشهٔ شهابی
شهاب‌السادات به ابوالحسن صبا علاقهٔ بسیار داشت و هر زمان که به تهران سفر می‌کرد، مهمان صبا می‌شد. ابوالحسن صبا نیز در سفر به اصفهان نزد شهاب می‌رفت. در یکی از این سفرها، شهاب‌السادات همراه با ویلن‌نوازیِ صبا، آوازی در بیات ترک اجرا کرد. او در این آواز گوشه‌ای خواند که صبا تا آن زمان نشنیده بود. پس از آن، ابوالحسن صبا این گوشه را به یاد شهاب، با عنوان گوشهٔ «شهابی» به ردیف موسیقی ایرانی افزود. این گوشه در آواز بیات اصفهان به نام «شیرین و فرهاد» شناخته می‌شود.

## درگذشت
سید محمدصادق شهاب السادات افتخاری در ۲۹ مهر سال ۱۳۲۸ ه‍.ش درگذشت. پیکر او در قبرستان پشت مصلی تخت فولاد اصفهان به خاک سپرده شد.